# Lepthercus
Lepthercus is een spinnengeslacht in de taxonomische indeling van de Entypesidae.
Lepthercus werd in 1092 beschreven door Purcell.

## Soorten
Lepthercus omvat de volgende soorten:
- Lepthercus confusus Ríos-Tamayo & Lyle, 2020
- Lepthercus dippenaarae Ríos-Tamayo & Lyle, 2020
- Lepthercus dregei Purcell, 1902
- Lepthercus engelbrechti Ríos-Tamayo & Lyle, 2020
- Lepthercus filmeri Ríos-Tamayo & Lyle, 2020
- Lepthercus haddadi Ríos-Tamayo & Lyle, 2020
- Lepthercus kwazuluensis Ríos-Tamayo & Lyle, 2020
- Lepthercus lawrencei Ríos-Tamayo & Lyle, 2020
- Lepthercus mandelai Ríos-Tamayo & Lyle, 2020
- Lepthercus rattrayi Hewitt, 1917
- Lepthercus sofiae Ríos-Tamayo & Lyle, 2020